# Pokretanje male tvrtke
Pokretanje tvrtke ili pokretanje male tvrtke označava realizaciju samozapošljavanja ili samostalni rad. U ekonomskom smislu znači osnivanje tvrtke.  

## Pozadina
Pokretanje male tvrtke redovito znači odluku o promjenama u svakodnevnom životu: osim stručnosti, uključuje i nadležnost pri rješavanju poslovnih zadataka, koji uključuju, primjerice:
- definiciju proizvoda, usluga i argumenata za razgovore s kupcima
- praćenje tržišta, procjene rizika i mogućnosti
- privatno osiguranje za slučaj nesreće, mirovinsko osiguranje, zdravstveno osiguranje i druge neočekivane događaje (uključujući brigu o tekućim troškovima, plaćama, itd.)
- komunikaciju s javnim ustanovama, poreznom upravom i slično
- knjigovodstvo
- komunikaciju s udrugama
- popis procjene troškova i ciljeva (kao što su ciljevi prodaje, prometa) i njihov nadzor
- motivacije i nadzor sastanaka, zadaća i slično.